# トブヨウニ
「トブヨウニ」は、日本のミュージシャンYOSHII LOVINSONの3枚目のシングルである。2004年7月28日発売。発売元はEMIミュージック・ジャパン。

## 概要
- 前作から6ヶ月ぶりとなるシングル。
- PV監督は藤田恒三。
- プログラミング・ギターにKeita The Newestが参加。

## 収録曲
1. トブヨウニ(4:28)
2. BLOWN UP CHILDREN(5:16)
当初は2ndシングル「red leaves」としてリリースされる予定だったが、歌詞に問題があり放送できないとして『SWEET CANDY RAIN』に変更された。その後、歌詞とタイトルが変更され、「BLOWN UP CHILDREN」として本作に収録された[1]。その他5バージョンほどの楽曲が存在しており、「それぐらい1曲に手間暇かける楽曲もあまりなく、言ってみれば歌にも歌詞にも納得がいかなかった」と語っている[2]。そのうちの1曲である「甲羅」という楽曲がベスト盤『18』のボーナスCDに収録されている。
3. HATE(4:57)
戦争をテーマにした楽曲[3]。ベスト盤『18』にも収録された。

作詞・作曲・編曲：YOSHII LOVINSON

## 収録アルバム
- WHITE ROOM (#1、アルバム・バージョン) (2005年3月9日)
- 18 (#1,3) (2013年1月23日)
- SUPERNOVACATION (#2,3) (2015年5月27日)